# Sepolcro di Eurisace
Il sepolcro di Eurisace, o panarium, è una tomba monumentale di un fornaio romano, Marco Virgilio Eurisace, e di sua moglie, Atistia, risalente al I secolo a.C. e collocata esternamente alla Porta Maggiore a Roma, nel quartiere Q. VII Prenestino-Labicano.

## Descrizione
(CIL I, 01206)

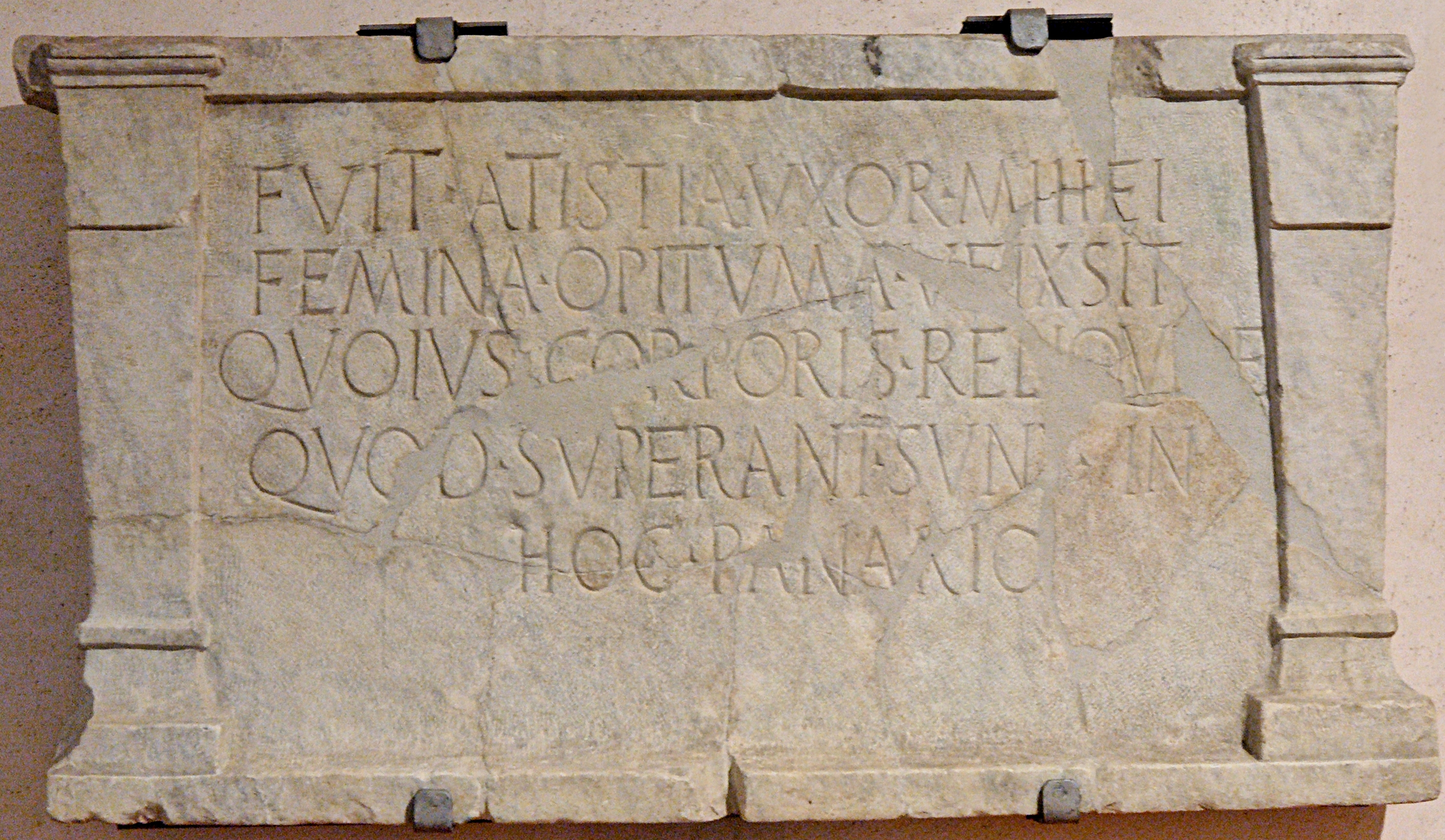
Iscrizione funeraria a testimonianza del monumento, 50 a.C.-11 a.C. Dedicata da Eurisace alla moglie Atistia, essa recita:

Databile intorno al 30 a.C., fu rinvenuta nel corso della demolizione, disposta nel 1838 da papa Gregorio XVI, delle torri difensive costruite da Onorio su Porta Maggiore a Roma, al fine di ripristinare l'antico assetto risalente all'epoca aureliana.
Nel corso dell'intervento venne in luce, rimasto inglobato nella torre cilindrica tra i due archi della porta ed ora visibile subito fuori della stessa, il sepolcro appartenente a Marco Virgilio Eurisace, fornaio (probabilmente un liberto arricchito), ed a sua moglie.
Il monumento funebre, realizzato in travertino e decorato con elementi caratteristici di un forno, come sacchi e bocche di doli, consiste di un piccolo edificio a pianta trapezoidale, ha l'aspetto dei recipienti in cui veniva impastata la farina e reca, ripetuta quasi uguale sui tre lati ancora esistenti, l'epigrafe «Est hoc monimentum Marcei Vergilei Eurysacis pistoris, redemptoris, apparet[oris]» ("Questo sepolcro appartiene a Marco Virgilio Eurisace, fornaio, appaltatore, apparitore"), dalla quale si scopre che il fornaio lavorava per lo Stato, al quale forniva i suoi prodotti, e che era anche ufficiale subalterno (apparitore) di qualche personaggio di alto rango (un magistrato o forse un sacerdote). 
Ad ulteriori conferme della professione di Eurisace, l'urna che conteneva le ceneri della moglie (ora conservata al Museo delle Terme) ha la forma di una madia da pane e inoltre nel fregio intorno al monumento sono rappresentate tutte le fasi del procedimento di panificazione: pesatura e molitura del grano, setacciatura della farina, preparazione dell'impasto, pezzatura e infornata del pane. Sul lato orientale del complesso edificio funebre, trovava posto il rilievo rappresentante i due coniugi, attualmente esposto nel complesso museale della Centrale Montemartini. La testa della donna fu rubata nel 1934, quando il rilievo era esposto nella piazza di Porta Maggiore ed è stata ricostruita in gesso sulla base delle foto dell'epoca. I due personaggi vestono delle tuniche ed hanno il capo rivolto l'uno verso l'altra, come a voler sottolineare il loro legame.
In ordine all'anomala collocazione, lungo la via Praenestina, la spiegazione offerta dagli storici è nella concezione romana della commemorazione dei defunti, cui si garantiva un prolungamento della vita attraverso la memoria di coloro che, passando, leggevano ad alta voce le iscrizioni sui monumenti funebri. Viene peraltro correttamente notato che, al momento della costruzione, il manufatto non si trovava ancora a ridosso di un punto di passaggio obbligato, quale uno dei due fornici della Porta Maggiore, per il semplice motivo che l'attraversamento dell'acquedotto claudio è posteriore di ottanta anni e la cinta delle Mura aureliane rimonta a più di tre secoli dopo.
Sul basamento si trova l'iscrizione commemorativa dei lavori di restauro.

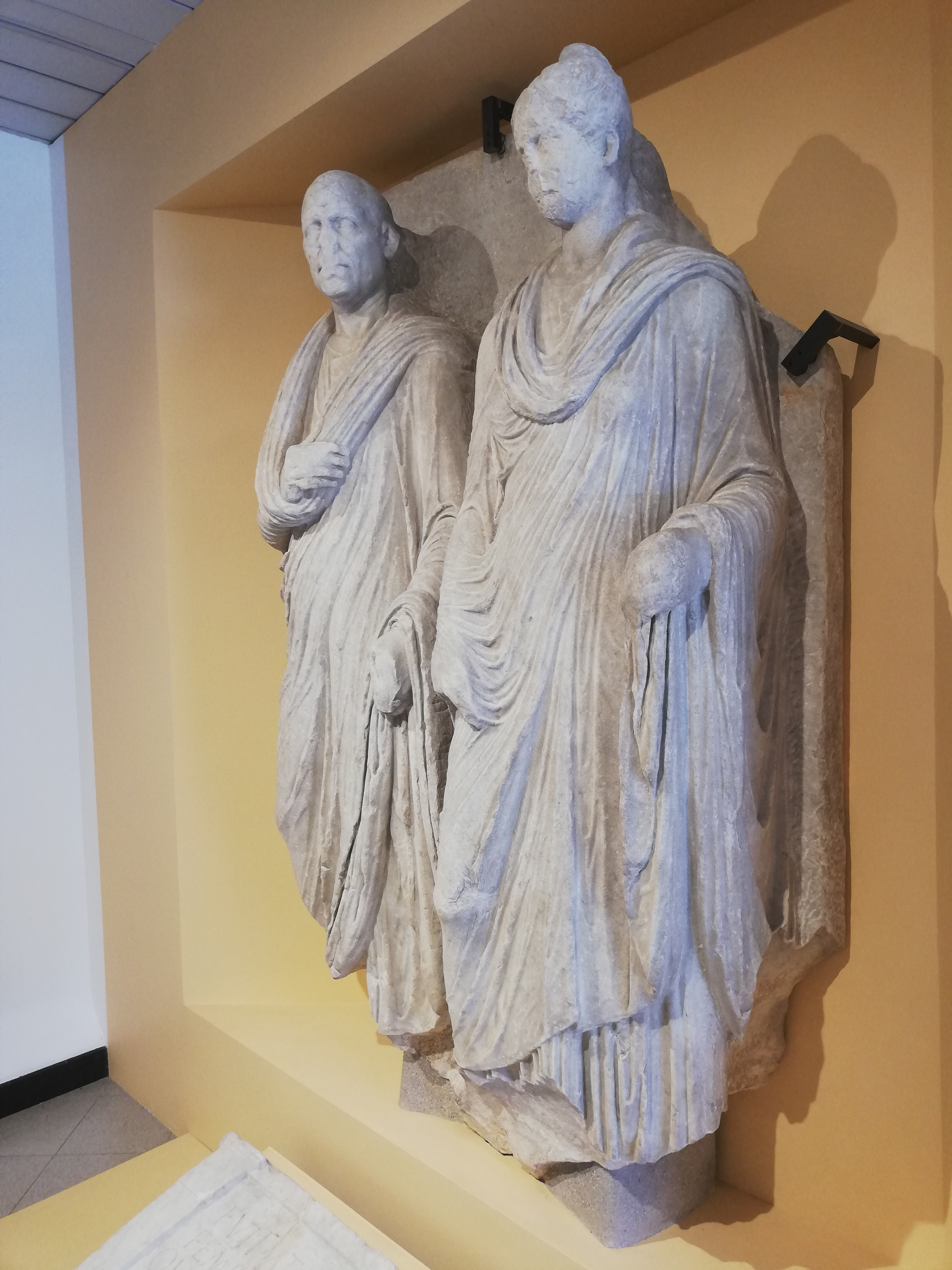
Ritratto di Marco Virgilio Eurisace, e di sua moglie, Atistia
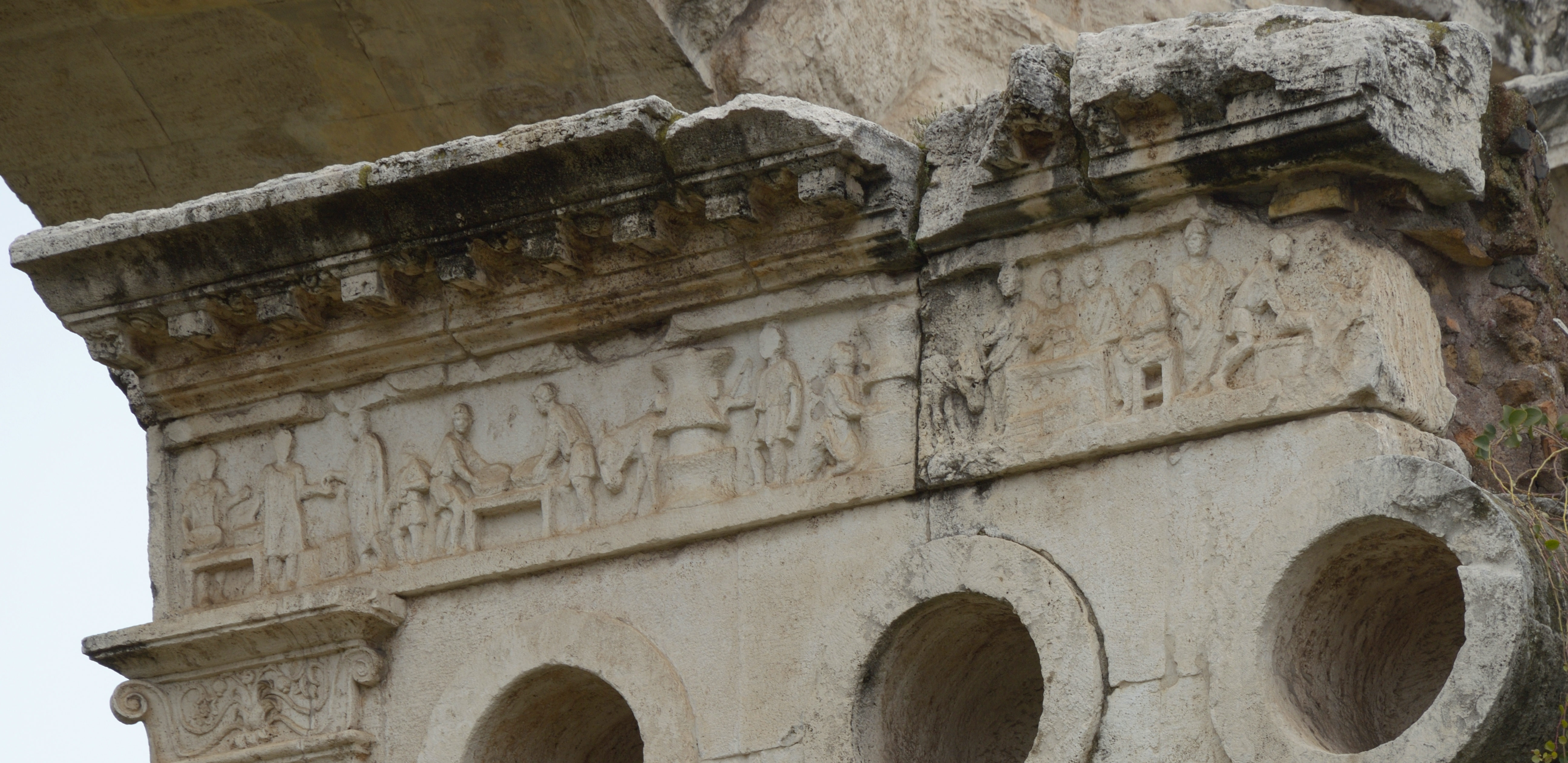
Fregio con le fasi del procedimento di panificazione

## Collegamenti
|  | È raggiungibile dalla stazione Porta Maggiore. |

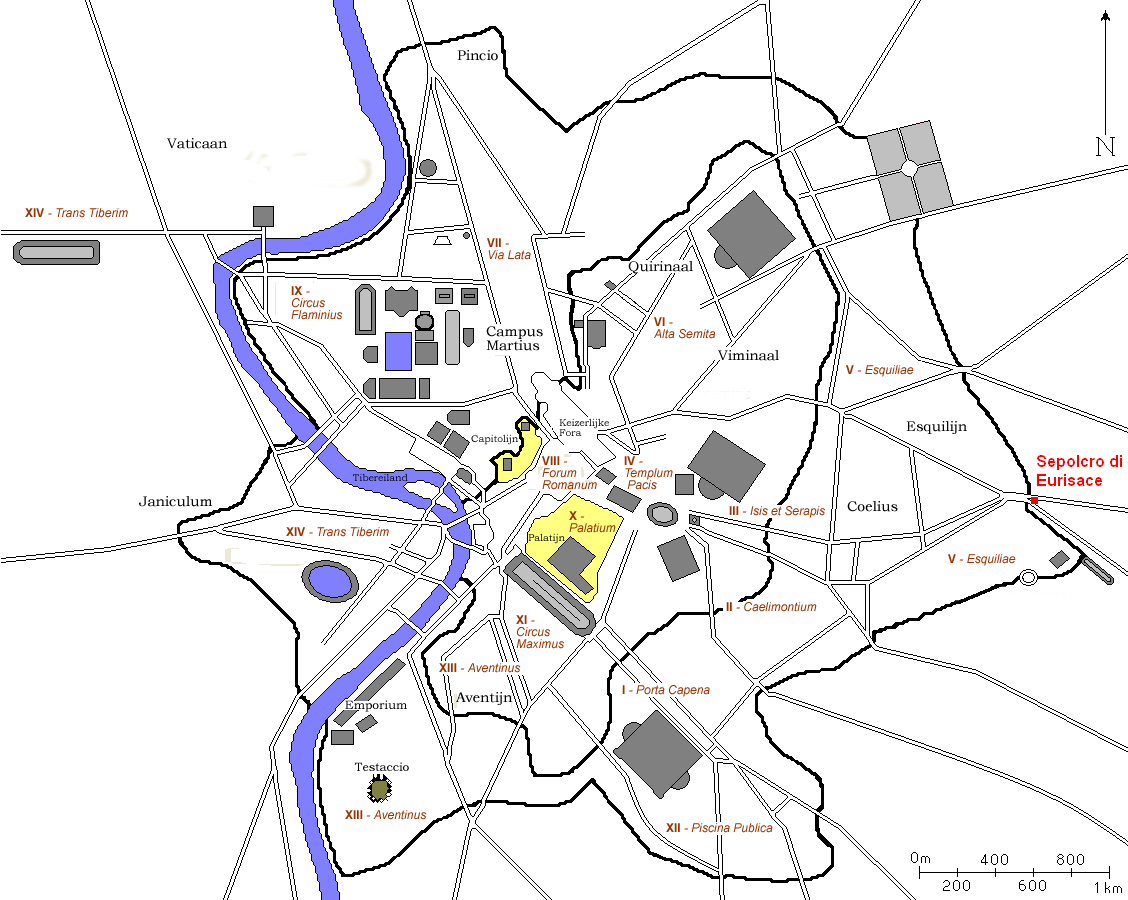
Localizzazione del sepolcro

Il sepolcro può essere raggiunto anche con le seguenti linee tramviarie:
- dalla stazione Termini:  e
- dai quartieri lungo la via Prenestina: ,  e
- dalla stazione Trastevere e la zona del centro storico:
- da piazza Risorgimento (nei pressi della basilica di San Pietro):
- dalla zona di villa Borghese:  e